# Darkest Angels
Darkest Angels는 대한민국의 남성 그룹 빅스의 첫 번째 일본 음반이자 컴필레이션 앨범이다. 2014년 7월 2일 발매되었다.